# Spy × Family
Spy × Family (jap. スパイファミリー Supai famirī) – manga autorstwa Tatsuyi Endō, publikowana w magazynie internetowym Shōnen Jump+ wydawnictwa Shūeisha od marca 2019. W Polsce seria wydawana jest przez Waneko.
Na podstawie mangi powstał serial anime wyprodukowany przez Wit Studio i CloverWorks, który emitowano od kwietnia do grudnia 2022. Drugi sezon był emitowany od października do grudnia 2023, a film anime, zatytułowany Spy × Family Code: White, został wydany w grudniu tego samego roku. Premiera trzeciego sezonu zaplanowana jest na październik 2025.

## Fabuła

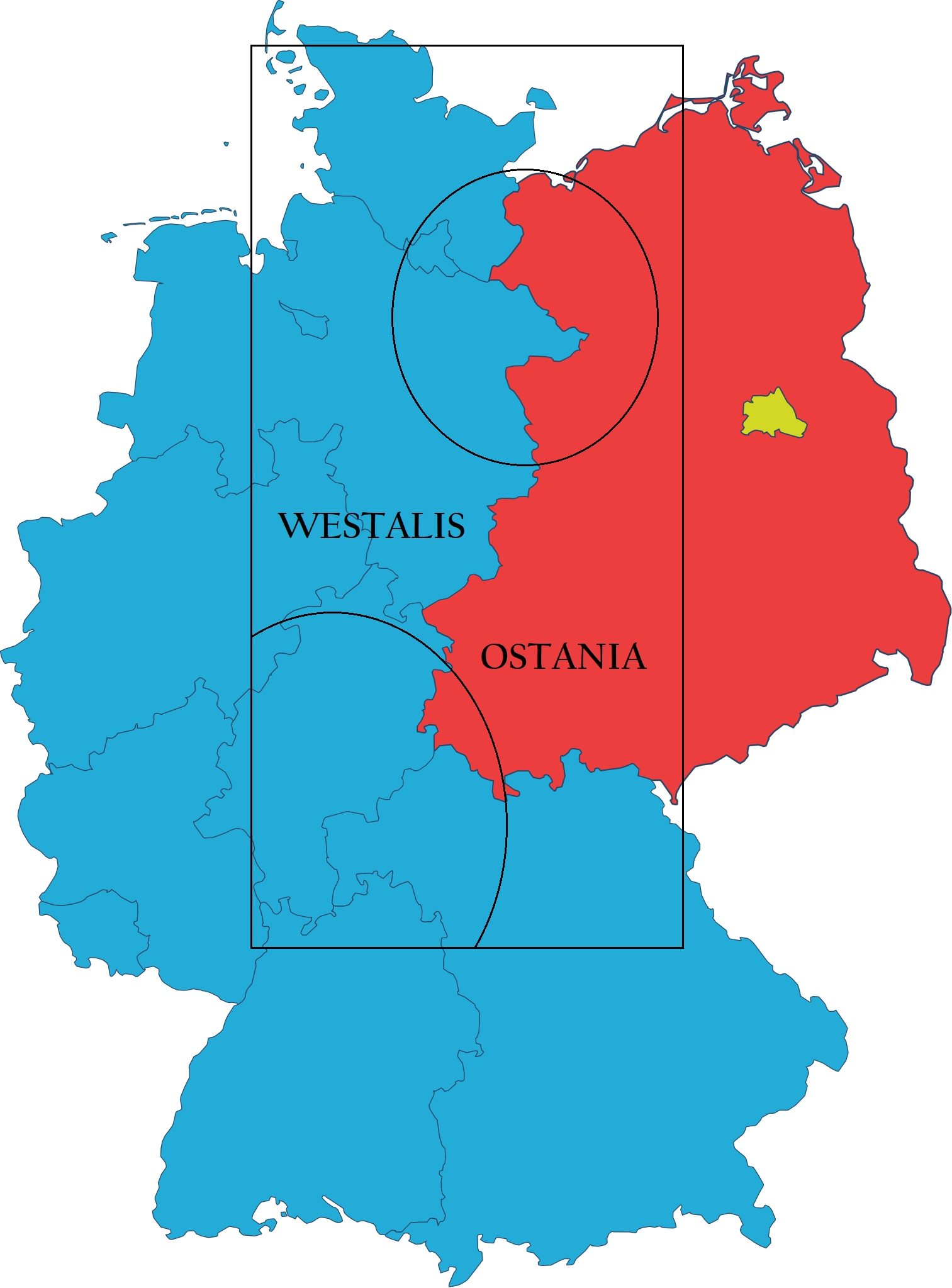
Mapa fikcyjnych państw Westalis i Ostanii, nałożona na prawdziwą mapę RFN i NRD z czasów zimnej wojny. Podczas tworzenia świata przedstawionego Tatsuya Endō inspirował się dwoma państwami niemieckimi przed ich zjednoczeniem, zaś miasto Berlint, stolica Ostanii, jest inspirowane rzeczywistą stolicą Niemiec, Berlinem.

W celu utrzymania pokoju między Westalis a Ostanią, agent Westalis o kryptonimie „Zmierzch” ma za zadanie szpiegować Donovana Desmonda, przywódcę Partii Jedności Narodowej w Ostanii. Ponieważ jednak Desmond prawie nigdy nie pokazuje się publicznie, jedynym sposobem, by Zmierzch mógł się do niego zbliżyć, jest zapisanie dziecka do tej samej prywatnej szkoły, co syn Desmonda, i udawanie rodzica.
Aby to osiągnąć i stworzyć wizerunek szczęśliwej rodziny, Zmierzch przybiera pseudonim Loid Forger, adoptuje osieroconą dziewczynkę o imieniu Anya i żeni się z kobietą o imieniu Yor Briar. Nie wie jednak, że Anya potrafi czytać w myślach, a Yor jest w rzeczywistości profesjonalną zabójczynią. Ani Loid, ani Yor nie są świadomi swoich prawdziwych tożsamości, ani tego, że Anya zna ich prawdziwe profesje. Później rodzina przygarnia psa o zdolnościach prekognitywnych, którego nazywają „Bond”. Mimo tych wszystkich niewiadomych i sporadycznych przypadków utraty zdrowego rozsądku przez Loida, który przez lata był szpiegiem, musi on nauczyć się odgrywać rolę idealnego ojca i męża, aby wypełnić swoją misję.

## Bohaterowie

### Rodzina Forger
- Zmierzch (jap. 黄昏 Tasogare) / Loid Forger (jap. ロイド・フォージャー Roido Fōjā)

Seiyū: Takuya Eguchi 
Nieznany z imienia szpieg z Westalis o niezwykłych zdolnościach bojowych i umysłowych. Jako mistrz kamuflażu, używa różnych masek i imion w każdej misji, choć ogólnie znany jest pod kryptonimem „Zmierzch”. Jego ostatnia misja, Operacja Strix, wymaga od niego zapisania dziecka do prestiżowej Akademii Eden, aby zbliżyć się do jego celu, Donovana Desmonda. Następnie przyjmuje tożsamość Loida Forgera, psychiatry w szpitalu ogólnym w Berlincie i zakłada fałszywą rodzinę, adoptując Anyę i poślubiając Yor, chociaż nie jest świadomy ich ukrytych tożsamości i zdolności.
Loid posiada wiele talentów i umiejętności w zakresie szpiegostwa i innych ról, które musi odgrywać w trakcie swoich misji. Chociaż w trakcie nich wydaje się manipulacyjny i pragmatyczny, powoli odsłania przed rodziną swoją miękką stronę, a z biegiem czasu zaczyna autentycznie się o nią troszczyć, choć na zewnątrz tego nie pokazuje. Przed wojną Zmierzch mieszkał z rodzicami w Luwen, mieście położonym blisko granicy z Ostanią. W trakcie działań wojennych stracił matkę i bliskich przyjaciół, a miejsce pobytu jego ojca jest nieznane. Zaciągnął się do wojska i został zwerbowany przez służby wywiadowcze Westalis, aby szkolić się w szpiegostwie pod okiem Sylvii Sherwood.
- Anya Forger (jap. アーニャ・フォージャー Ānya Fōjā)

Seiyū: Atsumi Tanezaki 
Potrafiąca czytać w myślach osierocona dziewczynka, która została adoptowana przez Loida Forgera na początku Operacji Strix. Jako małe dziecko, Anya jest bardzo niewinna i nieświadoma otaczającego ją świata. Dzięki swojej zdolności, Anya jest jedyną osobą, która zna prawdziwą tożsamość pozostałych członków swojej rodziny, ale zachowuje te informacje dla siebie, obawiając się, że jej przybrani rodzice odkryją jej zdolność i porzucą ją. Anya często i potajemnie wspiera swoich rodziców w ich misjach.
Anya uczęszcza do Akademii Eden i próbuje zaprzyjaźnić się z Damianem Desmondem w ramach misji Loida. Z powodu sprzeczki z Damianem, została odrzucona przez całą klasę, ale udało jej się zaprzyjaźnić z Becky Blackbell. Nie jest świadoma uczuć Damiana wobec niej i nie ma o nim dobrego zdania, ale mimo to stara się z nim zaprzyjaźnić, tak jak życzy sobie tego jej ojciec.
Anya była pierwotnie obiektem eksperymentów na ludziach o nazwie „Obiekt 007”. Twierdziła, że ma sześć lat, chociaż według Loida wygląda na około cztery lub pięć. Zanim została adoptowana przez Loida, Anya kilkakrotnie zmieniała rodzinę, tylko po to, by za każdym razem wracać do sierocińca. Chociaż wykazuje znaczną kontrolę nad swoją mocą, nie może jej używać podczas nowiu lub na wielu osobach jednocześnie. Z powodu traumy, której doznała, gdy była obiektem testów, nie jest dobra w nauce i zwykle unika jej, polegając na swojej zdolności czytania w myślach, by ściągać od innych. Jest dość elastyczna i bystra jak na swój wiek. Od czasu do czasu wykazuje się również odwagą, na przykład ratując tonące dziecko, stając w obronie przyjaciół i ostrzegając Loida o pułapce bombowej, pomimo grożącego jej niebezpieczeństwa.
- Cierniowa Księżniczka (jap. いばら姫 Ibara Hime) / Yor Forger (jap. ヨル・フォージャー Yoru Fōjā)

Seiyū: Saori Hayami 
27-letnia zawodowa zabójczyni o pseudonimie „Ciernista Księżniczka”, która na co dzień pracuje w ratuszu w Berlincie. Zgadza się na fałszywe małżeństwo, nie znając prawdziwego pochodzenia Loida, ponieważ młode niezamężne kobiety są podejrzewane o bycie szpiegami. Wierzy w kłamstwo Loida, że Anya jest jego biologiczną córką z poprzedniego małżeństwa i akceptuje rolę jej macochy. W życiu codziennym Yor jest łagodna i troskliwa wobec innych, ale czasami przeszkadza jej w tym jej nieśmiała i roztargniona natura. Wskutek tego oraz z powodu braku umiejętności komunikacyjnych i społecznych, ma trudności z dostosowaniem się do norm. Jest obiektem szykanowania ze strony współpracowniczek. Stara się być dobrą żoną i matką.
Wcześnie straciła rodziców, samotnie wychowując młodszego brata, Yuriego. W młodym wieku została zabójczynią w organizacji o nazwie Garden, aby zarobić na życie dla nich obojga. Ani ona, ani jej brat nie są świadomi swoich prawdziwych zawodów.
Yor jest silna i wytrzymała, potrafiąc odkopnąć pędzący samochód, przekroić rakietą piłkę tenisową, przetrwać rany postrzałowe i wytrzymać śmiertelne trucizny. Jest ekspertką w posługiwaniu się nożami i podobną bronią białą, a także w walce wręcz gołymi rękoma. Nie radzi sobie z podstawowymi obowiązkami domowymi, w szczególności z gotowaniem; jej domowe posiłki są złe do tego stopnia, że mogą być trujące. Pomimo pozornej odporności na trucizny i własną kuchnię, łatwo upija się niewielką ilością alkoholu.
- Bond (jap. ボンド Bondo)

Seiyū: Kenichirō Matsuda 
Pirenejski pies górski rodziny Forgerów, który pierwotnie był obiektem testowym Projektu Apple o nazwie „Obiekt 8”. Potrafi widzieć przyszłość, o czym wie i wykorzystuje tylko Anya dzięki swojej telepatii. Spotyka Anyę i rodzinę Forgerów, kiedy został wykorzystany w terrorystycznym ataku bombowym. Dzięki swoim zdolnościom nawiązał kontakt i ochronił Anyę, nieświadomie ratując życie Loida. Później został adoptowany przez Forgerów i nazwany imieniem Bond przez Anyę, po jej ulubionej postaci z kreskówki Spy Wars, Bondmanie.
Wykazuje bezwarunkową miłość i niezachwianą lojalność wobec Forgerów, a szczególnie bliski jest Anyi. Dlatego też jest zazdrosny, gdy Anya okazuje uczucia innym, nawet jeśli jest to zabawka. Jest oporny i niechętny do niektórych zaawansowanych form szkolenia z powodu traumatycznej przeszłości w Projekcie Apple. Pomimo swojej łatwo rozpraszającej się natury, jest inteligentnym i silnym psem, który jest w stanie zrozumieć instrukcje swoich właścicieli, rozpoznać niebezpieczeństwa i powalić dorosłego człowieka. Bond boi się kuchni Yor po tym, jak jedna z jego wizji pokazała mu kiedyś, że może go to zabić, i dokłada wszelkich starań, aby tego uniknąć. Nawiązał również więź z Franky’m, kiedy ten musiał się nim opiekować.

### Akademia Eden

#### Uczniowie
- Damian Desmond (jap. ダミアン・デズモンド Damian Dezumondo)

Seiyū: Natsumi Fujiwara 
Kolega Anyi z klasy i drugi syn Donovana Desmonda. Ponieważ jego ojciec ma przytłaczający autorytet, Damian ciężko pracuje, aby zdobyć jego uwagę i aprobatę. Jest pilny w nauce i wyróżnia się w historii, co pokazuje, gdy zdobywa stellę na egzaminie semestralnym, zajmując drugie miejsce w swojej klasie. Wcześniej był wrogo i arogancko nastawiony do Anyi, ale stopniowo zaczął się zmieniać i rozwinął uczucia do niej. Damian mieszka w szkolnym akademiku i zawsze jest widziany razem ze swoimi dwoma najbliższymi przyjaciółmi, Emilem i Ewenem. Ma starszego brata o imieniu Demetrius, który jest częścią Imperial Scala. Rzadko kontaktuje się z kimkolwiek z rodziny i przekazuje wiadomości jedynie za pośrednictwem swojego lokaja Jeevesa.
- Becky Blackbell (jap. ベッキー・ブラックベル Bekkī Burakkuberu)

Seiyū: Emiri Katō 
Najlepsza przyjaciółka Anyi w szkole i uczennica pierwszej klasy. Jej ojciec jest dyrektorem generalnym Blackbell Heavy Industries, dużego producenta wojskowego i zawsze troszczy się o nią, dając jej wszystko, czego zapragnie. Zwykle jest pod opieką swojej kamerdynerki, Marthy. Po kłótni Anyi z Damianem w obronie Becky, staje się przyjaciółką Anyi. Traktuje ją z wielką troską, mimo iż reszta kolegów unika ich obu. Podkochuje się w Loidzie i bezskutecznie próbuje zwrócić na siebie jego uwagę. Chociaż postrzega Yor jako rywalkę, podziwia ją za jej siłę i była przez nią uczona sztuk walki.
- Emile Elman (jap. エミール・エルマン Emīru Eruman)

Seiyū: Hana Satō 
Kolega Damiana z klasy i jeden z jego zagorzałych zwolenników. Jest beztroski, wyluzowany i uwielbia słodkie jedzenie. On, Damian i Ewen zawsze są widywani razem i mieszkają w tym samym akademiku. On i Ewen początkowo wydawali się być podwładnymi Damiana, ale później zaczęli traktować siebie na równi i trzymać się razem pomimo trudności. On i Ewen nie są świadomi uczuć Damiana do Anyi i nadal dokuczają jej za każdym razem, gdy się na nią natkną.
- Ewen Egeburg (jap. ユーイン・エッジバーグ Yūin Ejjibāgu)

Seiyū: Haruka Okamura 
Kolega Damiana z klasy i jeden z jego zagorzałych zwolenników. Wydaje się być bystrzejszy i bardziej spostrzegawczy niż się wydaje, a także marzy o zostaniu w przyszłości kosmonautą. On, Damian i Emile zawsze są widywani razem i mieszkają w tym samym akademiku. On i Emile początkowo wydawali się być podwładnymi Damiana, ale później zaczęli traktować siebie na równi i trzymać się razem pomimo trudności. On i Emile nie są świadomi uczuć Damiana do Anyi i nadal dokuczają jej za każdym razem, gdy się na nią natkną.
- George Glooman (jap. ジョージ・グルーマン Jōji Gurūman)

Seiyū: Shun Horie 
Syn dyrektora generalnego Glooman Pharmaceuticals i kolega z klasy Damiana. Wierząc, że jego rodzinna firma została doprowadzona do bankructwa przez Desmond Group i w rezultacie będzie musiał zrezygnować z nauki, uknuł intrygę mającą na celu wyrzucenie Damiana, posuwając się nawet do wynajęcia szpiega-amatora, aby ten zmienił arkusz odpowiedzi Damiana. Klasa zlitowała się nad nim i pożegnała go ostatniego dnia. Kiedy nieporozumienie zostało wyjaśnione i następnego dnia przyszedł do szkoły, został odrzucony przez całą klasę.
- Bill Watkins (jap. ビル・ワトキンス Biru Watokinsu)

Seiyū: Hiroki Yasumoto 
Pierwszoklasista i syn majora armii Ostanii. Nazywany „Bill, maszyna do zabijania” nie tylko ze względu na swoją niezwykle tęgą sylwetkę, ale także przenikliwy intelekt, dominuje we wszystkich turniejach sportowych od przedszkola. Pomimo swojej silnej psychiki, jest skłonny do płaczu w obliczu niepowodzeń i trudności, jak normalne dzieci. Jest lubiany przez kolegów z klasy i traktuje swoich rówieśników z szacunkiem.

#### Nauczyciele
- Henry Henderson (jap. ヘンリー・ヘンダーソン Henrī Hendāson)

Seiyū: Kazuhiro Yamaji 
65-letni nauczyciel historii i wychowawca klasy Anyi w Akademii Eden. Kiedyś zajmował wysokie stanowisko w szkole, ale został zdegradowany do nauczania pierwszoklasistów po tym, jak zaatakował swojego współpracownika, Swana, w obronie rodziny Forgerów. Pełni także funkcję nadzorcy akademika, w którym mieszka Damian i jego przyjaciele. Jest pasjonatem „elegancji” i wydaje się, że nie przeszkadza mu degradacja, zamierzając wykorzystać okazję do edukacji i dyscyplinowania dzieci zgodnie ze swoimi standardami.
- Murdoch Swan (jap. マードック・スワン Mūdokku Suwan)

Seiyū: Jin Urayama 
47-letni nauczyciel ekonomii. Jest jedynym synem byłego dyrektora Akademii Eden i został zatrudniony z powodu nepotyzmu. Jest bezduszny, arogancki i ogólnie nieokrzesany. Niedawno przeszedł rozwód, w wyniku którego jego żona przejęła pełną opiekę nad ich córką, co sprawia, że jest wściekły za każdym razem, gdy spotyka inną szczęśliwą rodzinę. Po sabotowaniu przesłuchania rodziny Forgerów swoimi podstępnymi pytaniami, rozwścieczony Henderson obezwładnił go w obronie rodziny Forgerów.

### WISE
- Sylvia Sherwood (jap. シルヴィア・シャーウッド Shiruvia Shāuddo)

Seiyū: Yūko Kaida 
Przełożona Zmierzcha i główna osoba kontaktowa w WISE, która zleca mu większość misji i nadzoruje operację Strix. Pracuje jako attaché i sekretarka w ambasadzie Westalis w Ostanii. Przez swoich podwładnych jest nazywana „Stalową Damą” ze względu na jej wyjątkowe zdolności i osobowość. Ma tendencję do przepracowywania swoich agentów, zwłaszcza Zmierzcha, którego osobiście wyszkoliła. Jej szkolenie było najwyraźniej surowe i traumatyczne dla Zmierzcha, co pamięta do dziś. Sylvia jest niezwykle kompetentna i niezawodna, będąc w stanie oszukać agentów SSS i samodzielnie zatrzymać terrorystów. Kiedyś miała męża i młodą córkę, ale nie wiadomo, co się z nimi stało.
- Noc (jap. 夜帷 Tobari) / Fiona Frost (jap. フィオナ・フロスト Fiona Furosuto)

Seiyū: Ayane Sakura 
Agentka wywiadu o kryptonimie „Noc”, partnerka Zmierzcha w szpiegostwie i współpracowniczka w szpitalu ogólnym w Berlincie. Została wyszkolona przez Zmierzcha i od tamtej pory podąża za jego naukami, ukrywając swoje emocje i sprawiając, że ludzie postrzegają ją jako bezwzględną oportunistkę. W rzeczywistości żywi silne uczucia do Zmierzcha i jest gotowa zrobić wszystko, by mu się przypodobać, czego Sylvia jest świadoma. Dzięki uczuciu do niego jest w stanie przekroczyć swoje limity kosztem poważnych samookaleczeń. Uważa Yor za niegodną i pragnie zastąpić ją jako żonę Zmierzcha w Operacji Strix. Anya jest świadoma jej prawdziwej natury i obawia się jej ze względu na spartańskie metody szkolenia, które stosuje.

### Inni
- Franky Franklin (jap. フランキー・フランクリン Furankī Furankurin)

Seiyū: Hiroyuki Yoshino 
Informator, który dostarcza informacje Zmierzchowi i jego wieloletni przyjaciel. Po raz pierwszy poznali się podczas ostatniej wojny między Westalis a Ostanią, jako żołnierze z przeciwnych stron. Jest świadomy misji Zmierzcha, sytuacji rodziny Forgerów i często pełni rolę opiekuna Anyi i Bonda. Na co dzień pracuje jako sprzedawca wyrobów tytoniowych, a w wolnym czasie jako wynalazca. Jest szczególnie beznadziejny w swoich romantycznych podbojach.
- Yuri Briar (jap. ユーリ・ブライア Yūri Buriaru)

Seiyū: Kenshō Ono 
20-letni młodszy brat Yor, który pracuje jako podporucznik w Państwowej Służbie Bezpieczeństwa. Swoją pracę w służbach utrzymuje w tajemnicy przed siostrą, udając zwykłego urzędnika w Ministerstwie Spraw Zagranicznych. Z pozoru jest łagodny i trochę niezdarny, jednak w rzeczywistości potrafi być bezwzględny i ucieka się do tortur podczas przesłuchań. Mocno wierzy, że to, co robi, jest dla narodu i postrzega WISE jako wrogów państwa. Jest szczególnie przywiązany do swojej siostry i sprzeciwia się jej małżeństwu, mając antagonistyczne nastawienie do Loida, nie wie jednak o pracy Yor jako zabójczyni, ani o prawdziwej tożsamości Loida.
- Camilla (jap. カミラ Kamira)

Seiyū: Umeka Shōji 
Jedna z trzech współpracowniczek Yor w ratuszu i dziewczyna Dominica. Początkowo jest dwulicowa, jednak z biegiem historii powoli przekonuje się do Yor, do tego stopnia, że uczy ją gotować. Jest doskonałą kucharką, ponieważ potrafi odtworzyć gulasz z dzieciństwa Yor, wyłącznie na podstawie jej wspomnień.
- Millie (jap. ミリー Mirī)

Seiyū: Manaka Iwami 
Jedna z trzech współpracowniczek Yor w ratuszu, która jest najmłodsza z całej trójki. Pomimo pozornie żywiołowego i figlarnego charakteru jest emocjonalną kobieta, która cierpi z powodu śmierci ojca w wojnie. Zerwała ze swoim chłopakiem na początku historii.
- Sharon (jap. シャロン Sharon)

Seiyū: Mirei Kumagai 
Jedna z trzech współpracowniczek Yor w ratuszu i najstarsza z całej trójki. Początkowo jest szydercza, jednak z biegiem historii zaczyna wspierać Yor. Jest mężatką i ma dziecko, które na początku historii podchodzi do egzaminu wstępnego do Akademii Eden.
- Dominic (jap. ドミニック Dominikku)

Seiyū: Shōhei Kajikawa 
Ukochany Camilli i współpracownik Yuriego w Ministerstwie Spraw Zagranicznych. Mieszka obok Yuriego i nie jest świadomy jego prawdziwej pracy. Bardzo wspiera Yor w jej staraniach, a także od czasu do czasu przekazuje Yuriemu informacje o siostrze.
- Donovan Desmond (jap. ドノバン・デズモンド Donoban Dezumondo)

Seiyū: Takaya Hashi 
Przewodniczący Partii Jedności Narodowej, były premier Ostanii i główny cel operacji Strix. Ma żonę Melindę i jest ojcem Demetriusa i Damiana. Rzadko pojawia się publicznie, zawsze pozostając w cieniu. Pojawia się jedynie na corocznym przyjęciu organizowanym dla uczniów Akademii Eden, w którym bierze udział jego syn Demetrius. Kładzie nacisk na osiągnięcia i emocjonalnie zaniedbuje swoje dzieci. Jak donosi WISE, jego partia polityczna, która popiera wszczęcie kolejnej wojny przeciwko Westalis, straciła władzę i ostatnio ucieka się do mniejszych incydentów wywołujących niepokój wśród obywateli.

## Produkcja
Tatsuya Endō i jego redaktor Shihei Lin znają się od ponad dziesięciu lat; Lin był pierwszym redaktorem Endō przy jego pierwszej serii Tista (2007). Kiedy Lin został przeniesiony z działu redakcyjnego Jump Square do Shōnen Jump+, Endō z radością podążył za nim i obaj zaczęli opracowywać nową serię. Manga Spy × Family zawiera elementy z trzech one-shotów Endō z Jump Square: Rengoku no Āshe (jap. 煉獄のアーシェ), Ishi ni usubeni, tetsu ni hoshi (jap. 石に薄紅、鉄に星) oraz I Spy. Lin powiedział, że jej odbiór wśród redakcji był tak dobry, że decyzja o serializacji została praktycznie podjęta jeszcze przed oficjalnym spotkaniem.
Początkowy szkic otrzymał tytuł roboczy Spy Family napisany w języku japońskim. Decydując się na ostateczną nazwę, Endō wymyślił ponad 100 propozycji, ostatecznie postanawiając użyć tego samego tytułu, ale w języku angielskim i z „krzyżykiem” pomiędzy nimi, na co wpływ miała seria Hunter × Hunter. Lin powiedział, że on i Endō zawsze są świadomi granicy, w której przemoc, niezbędny aspekt w mangach szpiegowskich, jest dozwolona ze względu na komedię. Ponieważ Tista i Gekka bijin miały mroczny charakter, redaktor powiedział Endō, aby nadał Spy × Family bardziej radosny wydźwięk. Anya została zainspirowana główną bohaterką Rengoku no Āshe, natomiast jej postrzeganie pozazmysłowe zostało ustalone na wczesnym etapie planowania. Lin wymienił jego wykorzystanie w celu uzyskania efektu komediowego jako jedną z mocnych stron tytułu, dodając, że seria ma szerokie grono czytelników w każdym wieku i każdej płci. Jako część atrakcyjności mangi przytoczył także czyste rysunki Endō i umiejętność przekazania emocji.
Lin uważa, że świat i postacie zostały mocno ugruntowane od drugiego tomu. W związku z tym ujawnił, że on i Endō zaczną włączać do serii dłuższe narracje.

## Manga
Kolejne rozdziały mangi publikowane są raz na dwa tygodnie w czasopiśmie internetowym Shōnen Jump+ od 25 marca 2019. Kolejne tankōbony wydawane są przez wydawnictwo Shūeisha.
Wydanie czwartego tomiku, pierwotnie przewidziane na 1 maja 2020 zostało przesunięte na 13 maja ze względu na pandemię COVID-19 w Japonii.
W Polsce manga wydawana jest przez Waneko.
| Nr                                                       | Język japoński      | Język japoński         | Język polski         | Język polski           |
| Nr                                                       | Data wydania        | ISBN                   | Data wydania         | ISBN                   |
| -------------------------------------------------------- | ------------------- | ---------------------- | -------------------- | ---------------------- |
| 1                                                        | 4 lipca 2019        | ISBN 978-4-08-882011-8 | 30 kwietnia 2020     | ISBN 978-83-8096-833-2 |
| Lista rozdziałów - Mission: 1–5                          |                     |                        |                      |                        |
| 2                                                        | 4 października 2019 | ISBN 978-4-08-882120-7 | 30 czerwca 2020      | ISBN 978-83-8096-834-9 |
| Lista rozdziałów - Mission: 6–11 - Extra Mission: 1      |                     |                        |                      |                        |
| 3                                                        | 4 stycznia 2020     | ISBN 978-4-08-882183-2 | 31 sierpnia 2020     | ISBN 978-83-8096-835-6 |
| Lista rozdziałów - Mission: 12–17 - Extra Mission: 2     |                     |                        |                      |                        |
| 4                                                        | 13 maja 2020        | ISBN 978-4-08-882229-7 | 30 października 2020 | ISBN 978-83-8096-836-3 |
| Lista rozdziałów - Mission: 18–23 - Short Mission: 1–2   |                     |                        |                      |                        |
| 5                                                        | 4 września 2020     | ISBN 978-4-08-882463-5 | 17 grudnia 2020      | ISBN 978-83-8096-900-1 |
| Lista rozdziałów - Mission: 24–30 - Short Mission: 3     |                     |                        |                      |                        |
| 6                                                        | 28 grudnia 2020     | ISBN 978-4-08-882545-8 | 25 maja 2021         | ISBN 978-83-8096-967-4 |
| Lista rozdziałów - Mission: 31–37 - Short Mission: 4     |                     |                        |                      |                        |
| 7                                                        | 4 czerwca 2021      | ISBN 978-4-08-882669-1 | 19 października 2021 | ISBN 978-83-8242-140-8 |
| Lista rozdziałów - Mission: 38–44 - Short Mission: 5     |                     |                        |                      |                        |
| 8                                                        | 4 listopada 2021    | ISBN 978-4-08-882843-5 | 4 kwietnia 2022      | ISBN 978-83-8242-242-9 |
| Lista rozdziałów - Mission: 45–53 - Short Mission: 6     |                     |                        |                      |                        |
| 9                                                        | 4 kwietnia 2022     | ISBN 978-4-08-883076-6 | 26 sierpnia 2022     | ISBN 978-83-8096-832-5 |
| Lista rozdziałów - Mission: 54–61                        |                     |                        |                      |                        |
| 10                                                       | 4 października 2022 | ISBN 978-4-08-883127-5 | 17 marca 2023        | ISBN 978-83-8242-474-4 |
| Lista rozdziałów - Mission: 62–66 - Short Mission: 7–8   |                     |                        |                      |                        |
| 11                                                       | 4 kwietnia 2023     | ISBN 978-4-08-883313-2 | 18 sierpnia 2023     | ISBN 978-83-8242-475-1 |
| Lista rozdziałów - Mission: 67–75                        |                     |                        |                      |                        |
| 12                                                       | 4 października 2023 | ISBN 978-4-08-883675-1 | 13 marca 2024        | ISBN 978-83-8242-476-8 |
| Lista rozdziałów - Mission: 76–84 - Short Mission: 9–10  |                     |                        |                      |                        |
| 13                                                       | 4 marca 2024        | ISBN 978-4-08-883839-7 | 20 sierpnia 2024     | ISBN 978-83-8242-828-5 |
| Lista rozdziałów - Mission: 85–92 - Short Mission: 11    |                     |                        |                      |                        |
| 14                                                       | 4 września 2024     | ISBN 978-4-08-884154-0 | 7 marca 2025         | ISBN 978-83-8242-829-2 |
| Lista rozdziałów - Mission: 93–99 - Short Mission: 12–13 |                     |                        |                      |                        |
| 15                                                       | 4 marca 2025        | ISBN 978-4-08-884337-7 | 5 listopada 2025     |                        |
| Lista rozdziałów - Mission: 100–108 - Short Mission: 14  |                     |                        |                      |                        |

## Light novel
Light novel napisana przez Ayę Yajimę, zatytułowana Spy × Family – Portret rodzinny (jap. SPY×FAMILY 家族の肖像 Spy × Family – Kazoku no shōzō), została opublikowana 2 lipca 2021. W Polsce ukazała się ona 25 maja 2023 nakładem wydawnictwa Waneko.

## Anime
1 listopada 2021 otwarto stronę internetową zapowiadającą telewizyjny serial anime wyprodukowany przez Wit Studio i CloverWorks. Reżyserem został Kazuhiro Furuhashi, postacie zaprojektował Kazuaki Shimada, a muzykę wyprodukowało [K]NoW_NAME. Seria została podzielona na dwie części, z czego pierwsza była emitowana od 9 kwietnia do 25 czerwca 2022 w TV Tokyo i innych stacjach. Emisja drugiej części rozpoczęła się 1 października i zakończyła 24 grudnia 2022. Prawa do dystrybucji poza Azją nabył Crunchyroll. W Polsce serial emitowany jest od 2 stycznia 2025 na antenie Canal+ Seriale. Jest także dostępny za pośrednictwem serwisu Canal+ online.
Powstanie drugiego sezonu ogłoszono 18 grudnia 2022 podczas wydarzenia Jump Festa ’23. Ichirō Ōkouchi zastąpił Furuhashiego na stanowisku scenarzysty, natomiast reszta ekipy produkcyjnej i obsady powróciła do prac nad serialem. Sezon ten był emitowany od 7 października do 23 grudnia 2023.
9 czerwca 2024 podczas specjalnego wydarzenia „Spy × Family Anime Extra Mission” zapowiedziano trzeci sezon. Jego premiera zaplanowana jest na październik 2025.

### Ścieżka dźwiękowa
| Nr             | Tytuł                                            | Wykonawcy              | Źródło   |
| Czołówka       | Czołówka                                         | Czołówka               | Czołówka |
| -------------- | ------------------------------------------------ | ---------------------- | -------- |
| 1              | „Mixed Nuts” (jap. ミックスナッツ Mikkusu natsu) | Official Hige Dandism  | [ 63 ]   |
| 2              | „Souvenir”                                       | Bump of Chicken        | [ 64 ]   |
| 3              | „Kurakura” (jap. クラクラ)                       | Ado                    | [ 65 ]   |
| Napisy końcowe |                                                  |                        |          |
| 1              | „Kigeki” (jap. 喜劇)                             | Gen Hoshino            | [ 63 ]   |
| 2              | „Shikisai” (jap. 色彩)                           | Yama                   | [ 66 ]   |
| 3              | „Todome no ichigeki” (jap. トドメの一撃)         | Vaundy feat. Cory Wong | [ 65 ]   |

## Film kinowy
Film anime został zapowiedziany podczas wydarzenia Jump Festa ’23. 25 marca 2023 ujawniono, że film będzie nosił tytuł Spy × Family Code: White, a jego premiera odbędzie się 22 grudnia tego samego roku. Produkcję nadzorował Tatsuya Endō, który wykonał również oryginalne projekty postaci. Film wyreżyserował Takashi Katagiri, a scenariusz napisał Ichirō Ōkouchi. 2 lipca zapowiedziano projekt kolaboracyjny filmu z grą Street Fighter 6. Ujawniono również ilustrację narysowaną przez ilustratorkę i projektantkę firmy Capcom, Chisato Mitę, i obiecano, że więcej informacji pojawi się w późniejszym terminie. 10 lipca 2023 ogłoszono również kolaborację z filmem Mission: Impossible – Dead Reckoning. Parodia plakatu, na którym główni bohaterowie anime zastępują obsadę Mission: Impossible, a także klip z najważniejszymi momentami filmu, którego narratorami byli seiyū wcielający się rodzinę Forgerów, zostały wydane wraz z ogłoszeniem.
Premiera w polskich kinach odbyła się 26 kwietnia 2024.

## Odbiór
W grudniu 2019 roku magazyn Brutus umieścił Spy × Family na liście najbardziej niebezpiecznych mang, składających się z najbardziej stymulujących i zmuszających do myślenia wątków.
W poradniku Kono manga ga sugoi! (edycja 2020 roku) seria została uznana za najlepszą w kategorii dla chłopców. Manga w 2020 roku zajęła także pierwsze miejsce w rankingu najchętniej polecanych komiksów klubu Honya przeprowadzonym wśród pracowników księgarni w Japonii. Tomek Piotrowski ze strony Operacja Panda w swojej recenzji pierwszych trzech tomów mangi stwierdził, że „Spy x Family to jedna z tych perełek godnych polecenia każdemu fanowi komiksów z Japonii”.

### Nagrody i nominacje
| Rok  | Ceremonia                               | Kategoria          | Nominowany   | Rezultat   | Źródło |
| ---- | --------------------------------------- | ------------------ | ------------ | ---------- | ------ |
| 2019 | 5. Next Manga Award                     | Komiks internetowy | Spy × Family | 1. miejsce | [ 1 ]  |
| 2020 | 13. Manga Taishō                        | Manga              | Spy × Family | Nominacja  | [ 77 ] |
| 2020 | 44. Nagroda Kōdansha Manga              | Shōnen-manga       | Spy × Family | Nominacja  | [ 78 ] |
| 2020 | 24. Nagroda Kulturalna im. Osamu Tezuki | Nagroda główna     | Spy × Family | Nominacja  | [ 79 ] |
| 2021 | 14. Manga Taishō                        | Manga              | Spy × Family | Nominacja  | [ 80 ] |